# Sjättesjön, Skåne
Sjättesjön är en sjö i Klippans kommun i Skåne och ingår i Rönne ås huvudavrinningsområde.